# Magnetická dráha v Berlíně

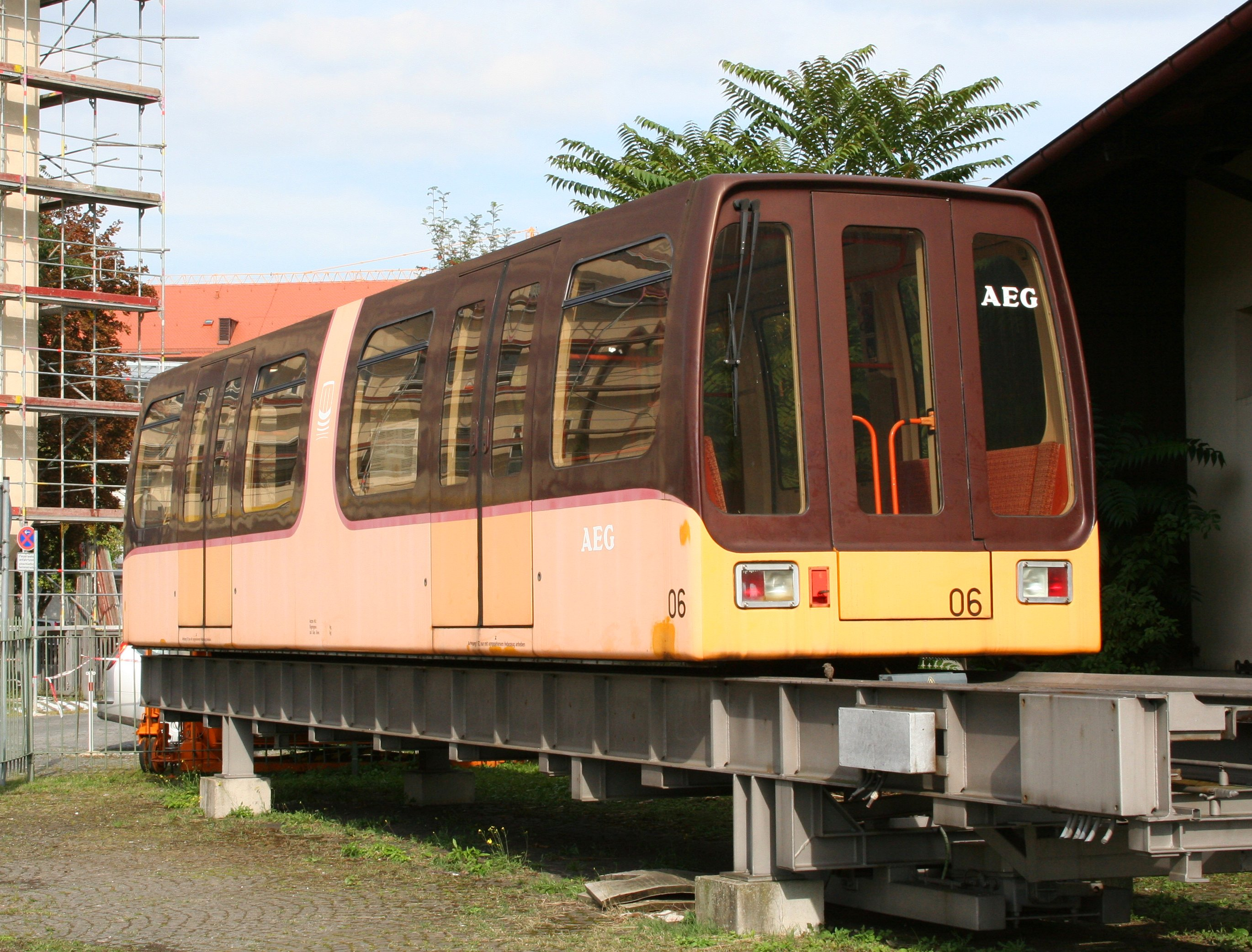
Vůz berlínské M-Bahn v muzeu

Magnetická dráha v Berlíně (německy M-Bahn nebo Magnetschwebebahn) byla ve zkušebním provozu v Berlíně v letech 1984 až 1991; od roku 1989 přepravovala i cestující - celkem kolem tří milionů osob. M-Bahn byla první komerčně provozovanou magnetickou osobní dráhou na světě. Délka trasy obnášela 1,6 km.
Magnetická dráha fungovala na principu magnetické levitace. Asi 85% váhy vozu bylo neseno prostřednictvím silných permanentních magnetů, které ji udržovaly v odstupu kolem 1,5 cm nad kolejemi, k pohonu a brzdění sloužily lineární motory. Směrově a částečně i výškově byla vozidla vedena mechanicky, na výhybkách spočívala celá váha na kolech.
Berlínská M-Bahn byla velice tichá, navíc oproti podzemní dráze spotřebovala o přibližně 20 procent méně energie. Dráha byla provozována v té době ještě nezvyklým plnoautomatickým provozem, ušetřila tedy i velké množství personálu, který v tehdejší době představoval asi 70 procent provozních nákladů.
Vznik magnetické dráhy sahá do roku 1975, kdy Technická univerzita v Braunschweigu zřídila první malou zkušební trasu. V roce 1978 se o vývoj začala zajímat i firma AEG a začala spolupracovat, stejně jako berlínské dopravní podniky BVG. Roku 1983 pak berlínský senát povolil stavbu zkušební tratě v Berlíně.
Využita byla přitom částečně stará trasa berlínské podzemní dráhy U2, která se v důsledku rozdělení města nacházela mimo provoz. V červnu 1984 bylo započato se zkušebním provozem. Další vývoj byl poněkud brzděn dvěma nehodami. Dne 18. dubna 1987 se někdo pokusil zapálit zařízení stanice Gleisdreieck, a 19. prosince 1988 došlo k nezvyklé nehodě, když jeden vlak zřejmě v důsledku nepřiměřené rychlosti nemohl na konečné stanici Kemperplatz včas zabrzdit, rozbořil zeď a jeden vagon spadl z výšky šesti metrů na spodní betonovou podlahu.
Pokusný provoz s cestujícími byl proto zahájen až 28. srpna 1989, a sice zprvu bezplatně. 18. července 1991 byl povolen normální, komerční provoz, ale již o 13 dní později - 31. července byl tento zastaven, aby mohla být obnovena původní trasa metra U2. 17. září 1991 bylo započato s demontáží, která trvala do konce února 1992. Původně se počítalo s využitím dráhy na letišti Schönefeld, ale později byla tato myšlenka opuštěna a zařízení bylo sešrotováno. Jeden vůz této dráhy se dnes nachází v norimberském muzeu německých drah.

M-Bahn line